# Can Pou (Santa Maria de Palautordera)
Can Pou, o Can Pou de Pagès, és una masia de Santa Maria de Palautordera (Vallès Oriental) protegida com a Bé Cultural d'Interès Local.

## Descripció
Can Pou està format per un conjunt d'edificacions, la més important de les quals és la masia, de planta quadrada i cobert a quatre vessants de teula àra i ràfec doble. La façana, de paredat arrebossat, consta de planta baixa, pis i golfes. La porta principal és d'arc rebaixat de dovelles de pedra calcària. La finestra de la sala és d'arc conopial amb l'interior lobulat i hi ha gravada la data "1742". Les altres obertures són de llinda plana sense decorar. La de la cuina sembla que té unes motllures als ampits. Totes les obertures són de granit, excepte les dels extrems de les golfes són fetes amb teules i amb el marc pintat, igual que el sòcol de la teulada. La casa estava tancada dins un pati al que s'accedia per mitjà de dos barris, un a la banda de migdia i l'altre al costat nord-est. Les portes dels barris són d'arc rebaixat de maó i els brancals de pedra granítica. Adossat a la banda esquerra hi ha un estable amb coberta de mitjà vessant i la porta és d'arc rebaixat, amb gran obertura. A sobre hi ha la finestra de la pallissa. D'aquesta façana arrenca la portalada d'uns dels barris amb brancals adovellats i una petita teuladeta a doble vessant amb ràfec. Darrere la masia hi ha adossada una altra construcció, potser anterior a aquesta, de planta rectangular i coberta a dues vessants, amb els murs de paredat. Era utilitzat com estable o corts. Conserva una finestra de llinda plana.

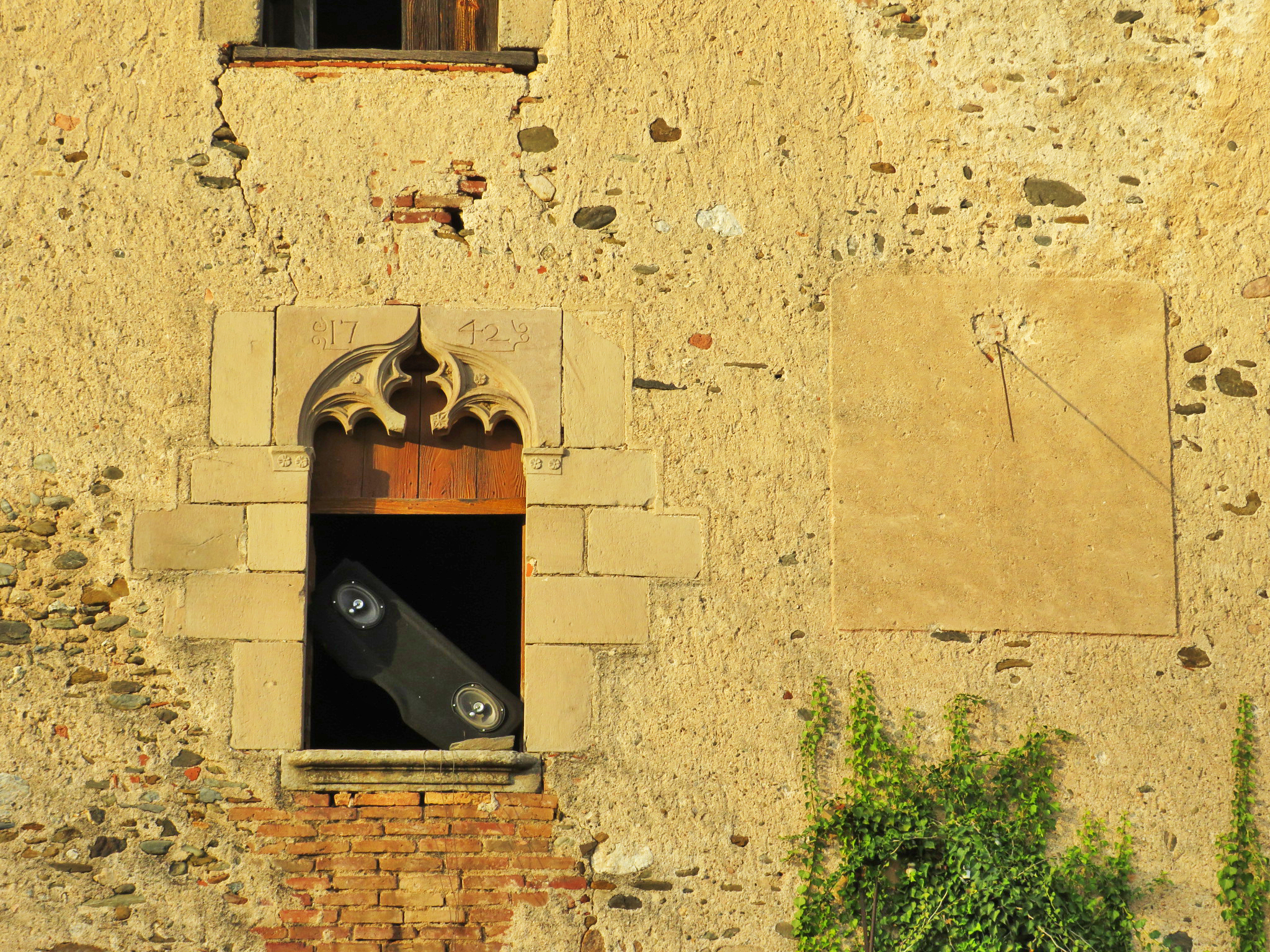
Finestra d'arc conopial i rellotge de sol

## Història
Aquest mas és un dels testimonis vells d'altres èpoques, sobretot pel finestral gòtic que té. Aquest fou renovat l'any 1742, data que està gravada a la pedra del finestral conopial.
Hi ha restes d'un antic rellotge de sol.
Les primeres referències del nom apareixen als fogatges. Can Pou es troba en el fogatge de 1497 com "en Pou"; en el de 1515 surt "lo mas Pou" i en de 1553, fet per Pere Xirau sastre, hi ha registrat "en Pou". En el nomenclator de la província de Barcelona de 1860 hi surt com "can Pou".